# Jaroslav Simonides
Jaroslav Simonides (17. května 1915 Holešov – 25. května 1996 v Praze ), organizátor společenského života, velmi plodný překladatel literatury z několika jazyků, především polštiny.

## Životopis
Po absolvování gymnasia v rodném městě nastoupil na Filozofickou fakultu Univerzity Karlovy, obory germanistika a bohemistika. Když nacisté vysoké školy zavřeli, stal se načas knihkupcem. Překládání z polštiny jej dovedlo až k Chopinovi a tak se v roce 1959 stal spoluzakladatelem Společnosti F.Chopina a pak ji řadu let vedl. Společnost funguje dodnes.
V letech 1968 až 1984 byl vedoucím klubu začínajících autorů Literarium, kde pomáhal např. Halině Pawlovské.

## Překladatel
Do českého jazyka přeložil z polštiny, němčiny a francouzštiny přes 120 knižních titulů, ale také mnohé rozhlasové, televizní a divadelní hry.
Zasloužil se za zpopularizování různých prozaických děl i pohádek celé řady polských autorů, např. R. Brandstaetter, J. Broszkiewicz, J. Dobraczyński, Stanislav Lem, S. Mrożek, J. Potocki. Vytvořil z povídek řady polských autorů i antologii SF povídek Rakety z Tantalu.
V roce 1974 mu byl předán polský odznak Za zásluhy o polskou literaturu.